# سلبين (خنافس)
السِّلبِين هو جنس من الخنافس التي تنتمي إلى الفصيلة السلبينية.